# 전자회로 소자
전자회로 소자는 고체 내 전자의 전도(傳導)를 이용한 전자 부품 즉, 다이오드, 태양 전지, 트랜지스터 등을 이르는 말이다. 전자/전기회로를 구성할 때 많은 전자 부품을 사용한다. 이론적 측면에서 보면 수동소자와 능동소자로 구별할 수 있다. 이 소자들은 각각 회로이론, 논리 회로(디지털공학) 등과 기타 전자공학과 연결되어 있다. 수동소자는 R(저항), L(코일),C(축전기, 콘덴서) 등이 대표적이다. 수동소자로 구성된 회로를 해석하는 것이 회로이론(회로망)이다. 능동소자로는 다이오드, BJT, FET 등이 있고 이것들은 전자회로에서 해석한다. 능동소자의 결합으로 연산 증폭기(op amp)을 만들 수 있고 이것 역시 전자회로에서 해석한다. 연산증폭기는 아날로그 신호처리에서 기본이다. 증폭기가 가장 기본으로 많이 사용한다.
수학의 디지털 개념을 적용하기 위해 논리회로 적인 개념을 만들고, 조합 논리 회로(combinational logic)와 순차 논리(sequential logic)으로 나뉜다. 이것과 메모리를 결합으로 마이크로프로세서를 만든다. 좀더 복잡한 디지털회로라면 개발자가 임의의 디지털 회로를 만들 기 위해 FPGA을 사용하여 원하는 디지털 회로를 넣을 수 있다.
전자회로에서 해석은 전압/전류소스와 수동소자만으로 이루어진 회로이다. 따라서 모든 능동소자는 수동소자와 소스로 모델링 후 해석한다. 컴퓨터를 이용하여 회로를 해석 할 수 있다. SPICE는 컴퓨터 모델링과 해석 방법을 제공 한다. 모든 소자는 수동소자와 소스로 바꾸어 모델링 하고 국제표준에 따라 소자를 SPICE 모델링 입력 파일을 만들어 입력하면 회로를 해석 할 수 있다. 보통 SPICE에서 R, L, C, 다이오드, BJT,FET, OP amp, 논리소자 등의 전자소자를 시뮬레이션 할 수 있다. 좀 복잡한 회로는 SPICE 모델링이 불가능한 경우도 있다.

## 전자회로 소자 분류

### 수동소자
전자회로의 해석에서 가장 기본이 되는 소자이며, 능동소자의 해석으로 위해서는 소스와 수동소자로 변환 해야 한다.
수동소자:
- R: 전기의 흐름을 방해하는 요소이다. 전압 강하가 나타나고, 전기에너지가 열로 발산 한다. 전기에너지 소모 소자이다. (저항)
- L: 전기 에너지를 자기장으로 저장한다. 이론적으로 에너지를 소모하지 않고 저장한다. (인덕터)
- C: 전기 에너지를 전기장(전기적 위치 에너지)으로 저장한다. 이론적으로 에너지를 소모하지 않고 저장한다. (커패시터)

소스:
- 전압소스: 정해진 또는 가변적(함수관계도 가능) 전압을 출력한다. 내부에 순수한 전압출력과 내부 임피던스가 직렬로 연결되어 있다.
- 전류소스: 정해진 또는 가변적(함수관계도 가능) 전류를 출력한다. 내부에 순수한 전류출력과 내부 임피던스가 병렬로 연결되어 있다.

### 능동소자

#### 능동소자
- 다이오드: 기본적으로 전기 흐름의 방향을 한 쪽으로만 흐르게 한다. 제너다이오드 등은 역방향의 전류를 이용하는 경우도 있다.
- BJT: 입력 전류(베이스 전류)에 따라 출력전류(컬렉터 또는 이미터 전류)를 제어 하여 선택적으로 흐르게 한다.
- FET: 입력 전압(게이트 전압)에 따라 출력전류(드레인 또는 소스 전류)를 제어 하여 선택적으로 흐르게 한다.

#### 복합 능동소자
- 연산 증폭기 (op amp): 차등 입력 전압({\displaystyle v_{in+},v_{in-}})에 따라 출력전압을 증폭 한다.
  - 연산증폭기: 주로 증폭을 목적으로 하며, 단순 증폭과 신호 처리를 위해 사용한다.
  - 비교기: 전압을 비교 한다.
- 논리 소자(논리 회로): 논리를 표현하기 위한 소자이다. AND, OR, NOT의 기본 소자와 복잡 소자가 있다. PLD을 이용하여 논리를 프로그램 할 수 있다.
  - 조합 논리 회로(combinational logic): 단순 입력에 따라 출력 한다.
  - 순차 논리 회로(sequential logic): 출력을 다시 입력에 연결하는 피드백 회로를 통해 이전 상태를 기억한다.

## 같이 보기
- 수동소자
- 능동소자
- 논리 회로
- 반도체 소자
- 전자 부품